# Amoklauf in Sutherland Springs
Der Amoklauf in Sutherland Springs ereignete sich am 5. November 2017 in der kleinen texanischen Ortschaft Sutherland Springs. Ein Mann erschoss vor und in der First Baptist Church mindestens 26 Personen und verletzte 20 weitere. Laut Gouverneur Greg Abbott war es der opferreichste Schusswaffenangriff in der jüngeren texanischen Geschichte.

## Tathergang
Nach Angaben der Behörden wurde der ganz in Schwarz gekleidete und mit einer beschusshemmenden Weste ausgestattete Täter gegen 11:20 Uhr (UTC−6; CST) zunächst an einer örtlichen Tankstelle gesehen. Er ging dann über die Straße zum Gebäude der First Baptist Church und begann vor der Kirche mit einem halbautomatischen Gewehr, einem Ruger SR-556, einer Variante des in den USA beliebten Colt AR-15, auf Personen zu schießen. Dabei starben zwei Menschen. Danach ging er in die Kirche und feuerte auf Besucher der Morgenandacht. 23 starben sofort; eine Frau erlag später ihren Verletzungen.
Ein Bewohner des Ortes lieferte sich nach eigenen Angaben einen Schusswechsel mit dem Täter, woraufhin dieser mit seinem Wagen floh. Bei der Verfolgungsfahrt kam er von der Straße ab und verunglückte. Beim Eintreffen der Polizei war der Täter bereits tot. In seinem Wagen fanden Ermittler weitere Waffen sowie laut NPR Hinweise, dass er sich möglicherweise selbst erschossen hat. Nach Angaben der Polizei soll er durch einen Kopfschuss Suizid begangen haben, nachdem er zuvor von zwei Streifschüssen verletzt wurde.

## Täter
Der Täter war ein vorbestrafter 26-jähriger Mann namens Devin Patrick Kelley, ein ehemaliger Angehöriger der United States Air Force, aus der Nähe von San Antonio. Ein Militärgericht hatte ihn 2012 wegen Angriffen auf seine erste Frau und seinen Stiefsohn, die bei dem Jungen zu einer Schädelfraktur führten, zu zwölf Monaten Haft verurteilt. Nach Angaben des in Houston ansässigen Senders KPRC unter Berufung auf einen Polizeibericht war Kelley im Juni 2012 aus der psychiatrischen Anstalt Peak Behavioral Health Services ausgebrochen und daraufhin unter Hinweis einer Eigen- und Fremdgefährdung als vermisst gemeldet worden. Vor seiner Verurteilung war er auf dem Luftwaffenstützpunkt Holloman Air Force Base stationiert gewesen. Dort soll er Vorgesetzte mit Waffen bedroht haben. 2014 wurde er unehrenhaft aus der Luftwaffe entlassen. 2014 heiratete er zum zweiten Mal, lebte aber zur Tatzeit von seiner Frau getrennt. Laut TPR lebte er zuletzt in New Braunfels im benachbarten Comal County.
Die Datenbank der ATF wies keine Einträge auf, die es Kelley erschwert oder unmöglich gemacht hätten, legal eine Waffe zu kaufen. Die Luftwaffe räumte ein, Angaben über seine Vorstrafen nicht weitergegeben zu haben.
Sein Motiv war zunächst unklar. NPR berichtete, er habe Nachrichten mit Drohungen an seine Schwiegermutter geschrieben. Sie ist Gemeindemitglied der First Baptist Church in Sutherland Springs, hatte aber wie die zweite Ehefrau Kelleys diesen Gottesdienst nicht besucht. Unter Kelleys Opfern war jedoch die Großmutter seiner Frau. Von offizieller Seite hieß es, ein rassistischer oder religiöser Hintergrund des Angriffes sei unwahrscheinlich.

## Reaktionen
US-Präsident Donald Trump sprach von einem „Akt des Bösen“; Texas habe die „volle Unterstützung“ der Regierung, den Angehörigen sprach er sein Beileid aus. Die Tat verstärkte die anhaltende Diskussion um den freien Schusswaffenverkauf in den USA, die unter anderem nach dem Massenmord in Las Vegas am 1. Oktober 2017 wiederaufgeflammt war. Ex-US-Präsident Barack Obama bat „um die Weisheit, konkrete Schritte gegen Waffengewalt im Land zu unternehmen“. Die Kongressabgeordnete Gabrielle Giffords, selbst 2011 Opfer eines Attentats, schrieb via Twitter, sie bete, „dass unsere Gesetzgeber den Mut finden, das Problem der Waffengewalt in den USA anzugehen“. Präsident Trump bestritt einen Zusammenhang zwischen der Tat und dem Waffenrecht.
Der Vorsitzende der katholischen Bischofskonferenz der Vereinigten Staaten, Daniel Kardinal DiNardo, äußerte angesichts der Tat, es gebe „ein grundsätzliches Problem“ in der Gesellschaft der Vereinigten Staaten und forderte, „sinnlose Waffengewalt“ zu verhindern.
Der Sprecher des Repräsentantenhauses der Vereinigten Staaten, Paul Ryan, wurde vielfach kritisiert, weil er in einem Tweet die Bevölkerung um Gebete für Sutherland Springs bat und dabei übersah, dass das Massaker in einer Kirche stattfand. Tausende reagierten auf Twitter kritisch gegenüber Ryan und forderten „schärfere Waffengesetze statt Gebete“.
Malte Lehming kommentierte in Tagesspiegel.de, dass eine mediale „Deutungsschlacht“ in den US-Medien vor allem von rechts täglich heftiger tobe: „Die konservative ‚Washington Times‘ lästert über ‚Mainstream-Medien‘, die es ‚geliebt hätten, aus Kelley einen glühenden Christen, auf die Bibel pochenden Republikaner oder Tea-Party-Anhänger‘ machen zu können. Stattdessen sei er ein Atheist ohne moralischen Kompass. Die liberale ‚New Republic‘ kontert mit dem Vorwurf, die Opfer Kelleys würden von rechten Kreisen als christliche Märtyrer dargestellt, um davon abzulenken, dass das Recht auf Waffenbesitz besonders von weißen Evangelikalen verteidigt wird.“
Der Pastor der Gemeinde teilte der Kirchenverwaltung mit, dass er das Kirchengebäude abreißen lassen will. Der Gemeinde sei es nicht mehr zuzumuten, Gottesdienste in der Kirche abzuhalten. An ihrer Stelle solle eine Gedenkstätte eingerichtet werden. Er war zum Zeitpunkt der Tat abwesend, unter den Opfern befand sich jedoch seine Tochter.